# KK Split
Košarkaški Klub Split – chorwacki zawodowy klub koszykarski z siedzibą w Splicie, założony w 1945 roku. Zespół jest popularnie nazywany wśród kibiców Žuti (Żółci).

## Historia
Korzenie swojego powstania klub ma w sportowej organizacji zwanej Hajduk, która powstała 1945 roku. Cztery lata później sekcja koszykówki oderwała się o tej organizacji i od 1949 roku, po zmianie nazwy, zwie się KK Split.
Jednak dopiero 14 lat później KK ze Splitu udało się awansować do pierwszej ligi Jugosławii. W 1967 roku, dzięki sponsorowi, KK dokooptowało do swojej nazwy człon Jugoplastika. Nazwa przetrwała do 1990 roku.
Klub ze Splitu po pewnym czasie stał się jednym z najlepszych klubów w Europie. Do tej pory klub ze Splitu jest obok ASK Ryga (potem Broceni) jedynym zespołem, który zwyciężył w Pucharze Europy trzykrotnie z rzędu. Stało się to w latach 1989-91, dwukrotnie jako Jugoplastika, a raz jako POP 84. W tamtym okresie w drużynie, którą prowadził Božidar Maljković, grali m.in. Dino Rađa, Žan Tabak, Toni Kukoč, Zoran Savić, Duško Ivanović, Petar Naumovski czy Aramis Naglić.
W późniejszym latach klub miał poważne problemy finansowe, ale powoli sytuacja jest opanowana, m.in. dzięki temu, że prezydentem klubu jest były zawodnik Dino Rađa.

## Sukcesy
- Mistrzostwo Chorwacji (1)
  - 2003
- Puchar Chorwacji (5)
  - 1992, 1993, 1994, 1997, 2004
- Euroliga (3)
  - 1989, 1990, 1991
- Triple Crown (2)
  - 1990, 1991
- Puchar Koracia (2)
  - 1976, 1977
- mistrzostwo Jugosławii (6)
  - 1971, 1977, 1988, 1989, 1990, 1991
- Puchar Jugosławii (5)
  - 1972, 1974, 1977, 1990, 1991

## Znani zawodnicy
- Toni Kukoč
- Alan Gregov
- Dino Rađa
- Žan Tabak
- Velimir Perasović
- Nikola Vujčić
- Ante Grgurević
- Vladan Alanović
- Josip Vranković
- Roko Ukić
- Zoran Čutura
- Josip Sesar
- Aramis Naglić
- Goran Kalamiza
- Nikola Prkačin
- Andrija Žižić
- Petar Skansi
- Zoran Sretenović
- Zoran Savić
- Rato Tvrdić
- Luka Pavićević
- Damir Mršić
- Duško Ivanović
- Petar Naumoski
- / Ermal Kuqo (obecnie Ermal Kurtoġlu)
- Otis Hill

## Znani trenerzy
- Božidar Maljković
- / Slobodan Subotić
- Željko Pavličević
- Jasmin Repeša